# Bigatus

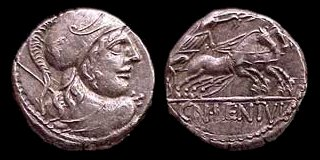
Typowy bigatus z głową Marsa (Bellony?) na awersie i wizerunkiem bigi na rewersie (88 r. p.n.e.)

Bigatus (l.mn. bigati) – srebrna moneta rzymska, rodzaj denara republikańskiego z przedstawieniem bigi, czyli rydwanu z zaprzęgiem dwukonnym, powożonego przez bóstwo.
Według aktualnych ustaleń wprowadzony na początku II w. p.n.e. jako uzupełnienie wcześniej emitowanego kwadrygata (quadrigatus). Wzorem były zapewne monety sycylijskie z wyobrażeniami bigi i kwadrygi. Na awersie przedstawiano zwykle głowę Marsa (względnie Bellony).
Wczesne bigaty nosiły wizerunek księżycowego bóstwa – Luny w dwukonnym rydwanie. Ok. 157 r. p.n.e. zaczęto wybijać monetę z wyobrażeniem zwycięskiej Wiktorii. Później umieszczano też postać Diany, Herkulesa i innych bóstw. Moneta wspominana jest jako argenteus bigatus u Pliniusza i Liwiusza.
Przez długi czas bigaty należały do monet przyjmowanych z zaufaniem przez barbarzyńców ze względu na znany wizerunek i niezmniejszoną zawartość srebra. Stwierdzono jednak istnienie suberatów również i tych monet, czego istotnym dowodem są spotykane egzemplarze bigatów karbowanych, czyli serratów, mające gwarantować ich kruszcową jakość.